# Melodiegruppe
Melodiegruppe (engl. melody section) ist bei Bands der Teil der Besetzung, der für die Melodie eines Musikstückes verantwortlich ist. Rhythmusgruppe ist der komplementäre Teil der Gruppe, der den Rhythmus übernimmt. 

## Entstehungsgeschichte
Nach der Eigenart des Musikinstruments und den Vorgaben des Musikstücks hat sich die Unterscheidung zwischen Melodiegruppe und Rhythmusgruppe insbesondere im Jazz herausgebildet. In den 1930er Jahren begann die Bedeutung der Rhythmusgruppe im Jazz. Die Pianisten des Swing spielten oft mit der linken Hand eine Begleittechnik, bei der abwechselnd Harmoniegrundton und Akkord gespielt werden („stride piano“). Der Bassist folgte im Swing der Harmoniebewegung im halben Tempo des Grundschlags (two beat). Die Melodiegruppe bestand im Jazz aus Einzelinstrumenten (wie Gitarren, Holzblasinstrumenten) oder Bläser- und (seltener) Geigensektionen. Zudem ist der Gesang ein Bestandteil der Melodiegruppe. Die Kunst bei einer Big Band besteht dann darin, dass die Melodiegruppe ihren eigenen Rhythmus beibehalten muss und sich nicht an das Taktmuster der Rhythmusgruppe anlehnt.

## Zusammensetzung
Zur Melodiegruppe gehören primär jene Musikinstrumente, die im Arrangement melodische Funktion ausüben wie Keyboards, Melodiegitarren oder Flöten; in den Jazzbands Saxophone, Trompeten, Posaunen und Klarinetten. Zudem können auch einige eigentlich zur Rhythmusgruppe gehörenden Instrumente Melodiefunktionen übernehmen. Ein Bassist kann Akkorde spielen, die zur Melodie gehören (etwa bei Bass-Soli); dann wird er zum Bestandteil der Melodiegruppe. Ein Pianist kann mit der linken Hand Rhythmus-Akkorde und mit der rechten Hand die Melodie spielen, so dass er beide Aufgaben zugleich erfüllt. Unbestritten war die Vorrangstellung der Trompete innerhalb der Melodiegruppe im Dixieland.

## Aufgaben
Für die meisten Popsongs sind Melodien und Harmonien gleich wichtig wie der Rhythmus. In der Popmusik wird die Melodieführung weitgehend von den Singstimmen beigesteuert, wobei die melodischen Segmente vom Prinzip der Wiederholung bestimmt werden. Im Jazz übernimmt die Melodiegruppe die Aufgabe der Kollektivimprovisation. Während die Melodiegruppe „off-beat“ spielt, dient ihr die Rhythmusgruppe als ihre metrische Unterstützung. Sie treibt die Musik an und bestimmt das Tempo der Melodieführung. Die Melodiegruppe kann parallel zur Rhythmusgruppe spielen, mit ihr in Interaktion treten, oder phasenweise alleine spielen (etwa bei Riffs). Die Melodiegruppe orientiert sich meist an dem in der Melodie liegenden Rhythmus, muss sich jedoch nicht an den Rhythmen der Rhythmusgruppe ausrichten. 